# Fließstrecke (Fertigungstechnik)
Als Fließstrecke bezeichnet man in der Fertigungstechnik miteinander verkettete Verarbeitungsmaschinen in der mehrstufigen industriellen Massenproduktion, bei denen jeweils das Ausgangsprodukt oder das Halbfabrikat der vorhergehenden Maschine das oder ein Eingangsmaterial der nächsten Maschine darstellt.